# Великий Карлиган
Великий Карлига́н (рос. Большой Карлыган, марій. Кугу Карлыган) — присілок у складі Марі-Турецького району Марій Ел, Росія. Адміністративний центр Карлиганського сільського поселення.

## Населення
Населення — 837 осіб (2010; 890 у 2002).
Національний склад (станом на 2002 рік):
- удмурти — 51 %